# Gines
Gines est une commune de la province de Séville de la communauté autonome d’Andalousie en Espagne. Elle compte  13 481 habitants habitants en 2023 et est située dans la comarque de l'Aljarafe, en Andalousie. Elle appartient à la zone métropolitaine de Séville.

## Géographie
Gines est située sur le plateau de l'Aljarafe, à une altitude de 123 mètres au-dessus du niveau de la mer, à environ 6 km de Séville, presque au niveau de la mer.
Elle est entourée par les municipalités de Bormujos, Valencina de la Concepción, Espartinas et Castilleja de la Cuesta, formant ainsi une conurbation.
|            | Valencina de la Concepción |                         |
| Espartinas | Gines                      | Castilleja de la Cuesta |
|            | Bormujos                   |                         |

## Histoire
Dans l'Antiquité, Gines était connue sous le nom d'Ab-Gena. Des tombes de l'époque des mégalithes ont été découvertes, suggérant un culte solaire parmi les habitants de cette période, ainsi que la connaissance de l'art de la métallurgie.
Sous l'occupation romaine, Ab-Genna était une villa.
Après la chute de l'Empire romain, Gines a été occupée par les Wisigoths jusqu'au VIIIe siècle, bien que peu d'informations documentées à ce sujet soient disponibles.
Après l'invasion musulmane de 711, toute la région de l'Aljarafe a été occupée par des dirigeants musulmans. Ab-Genna a été renommée al-Genne ou Gines, signifiant "jardin d'Éden" en arabe.
La conquête de la région par Ferdinand III en 1248 a entraîné l'expulsion des familles musulmanes de Gines vers le royaume de Grenade, et la ville a été peuplée par des colons castillans qui avaient servi comme cuisiniers et pâtissiers lors du siège de Séville.
En 1840, la population de Gines était d'environ 800 habitants, avec une église paroissiale, une ermitage, deux écoles primaires, une prison, un entrepôt de céréales, un puits et un cimetière. L'économie reposait sur la production de vin, d'huile d'olive, de vinaigre et de brandy.
À la fin du XXe siècle, la ville a connu une croissance rapide grâce à l'urbanisation accélérée de la région.

## Économie
Historiquement, la production d'huile d'olive a été d'une grande importance, avec plusieurs haciendas dédiées à cette production à partir du XVIIIe siècle, ainsi que des industries connexes principalement axées sur la fabrication de fûts, d'emballages et de logistique à partir du XXe siècle.
Aujourd'hui la municipalité possède un parc industriel et est l'une des municipalités les plus riches d'Andalousie.

## Sources
1. ↑  (es) « Historia » (consulté le 8 juin 2021)

- (es) Cet article est partiellement ou en totalité issu de l’article de Wikipédia en espagnol intitulé « Gines » (voir la liste des auteurs).

- (de) Cet article est partiellement ou en totalité issu de l’article de Wikipédia en allemand intitulé « Gines » (voir la liste des auteurs).